# Bođani

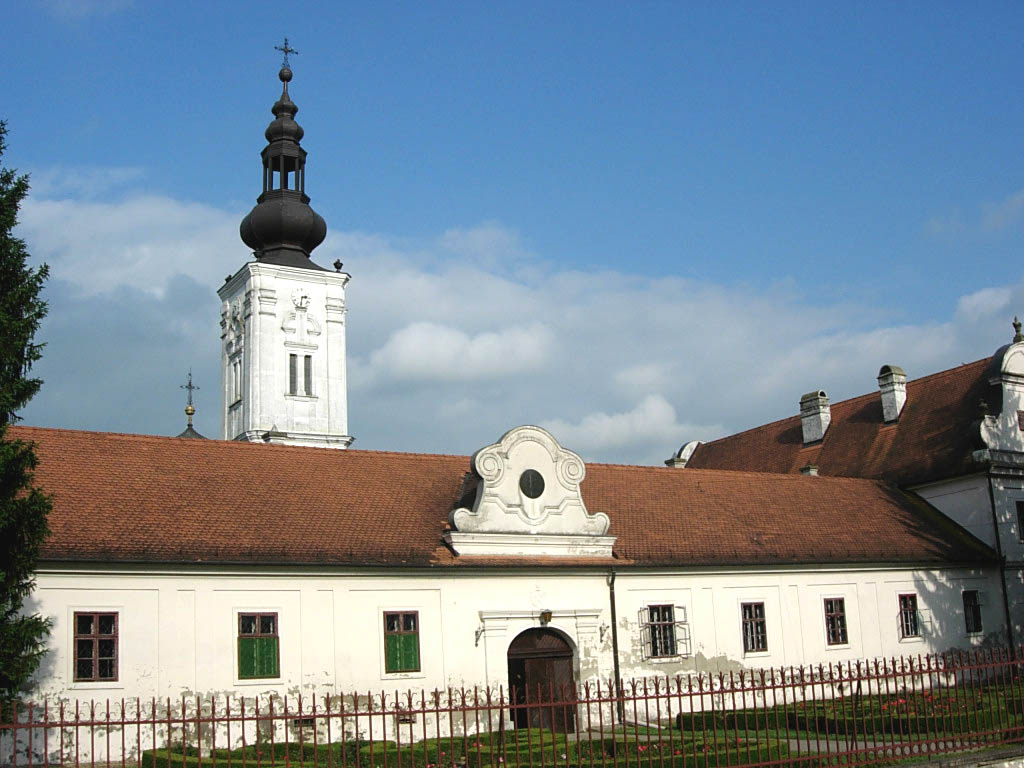
Le monastère orthodoxe de Bođani

Bođani (en serbe cyrillique : Бођани) est un village de Serbie situé dans la province autonome de Voïvodine. Il fait partie de la municipalité de Bač dans le district de Bačka méridionale. Au recensement de 2011, il comptait 928 habitants.
Sur le territoire de Bođani se trouve un monastère orthodoxe serbe.

## Démographie

### Évolution historique de la population
| 1948  | 1953  | 1961  | 1971  | 1981  | 1991  | 2002  | 2011 |
| ----- | ----- | ----- | ----- | ----- | ----- | ----- | ---- |
| 1 851 | 2 208 | 2 533 | 1 879 | 1 559 | 1 323 | 1 113 | 928  |

|  |